# Stazione di Villetta Malagnino
La stazione di Villetta Malagnino è una stazione ferroviaria posta lungo la linea Cremona-Mantova, a servizio del centro abitato di Malagnino.
La gestione degli impianti è affidata a Rete Ferroviaria Italiana (RFI) controllata del Gruppo Ferrovie dello Stato.

## Storia
Il 12 settembre 1914 nella stazione venne attivato uno scalo merci con piano caricatore.

## Strutture ed impianti

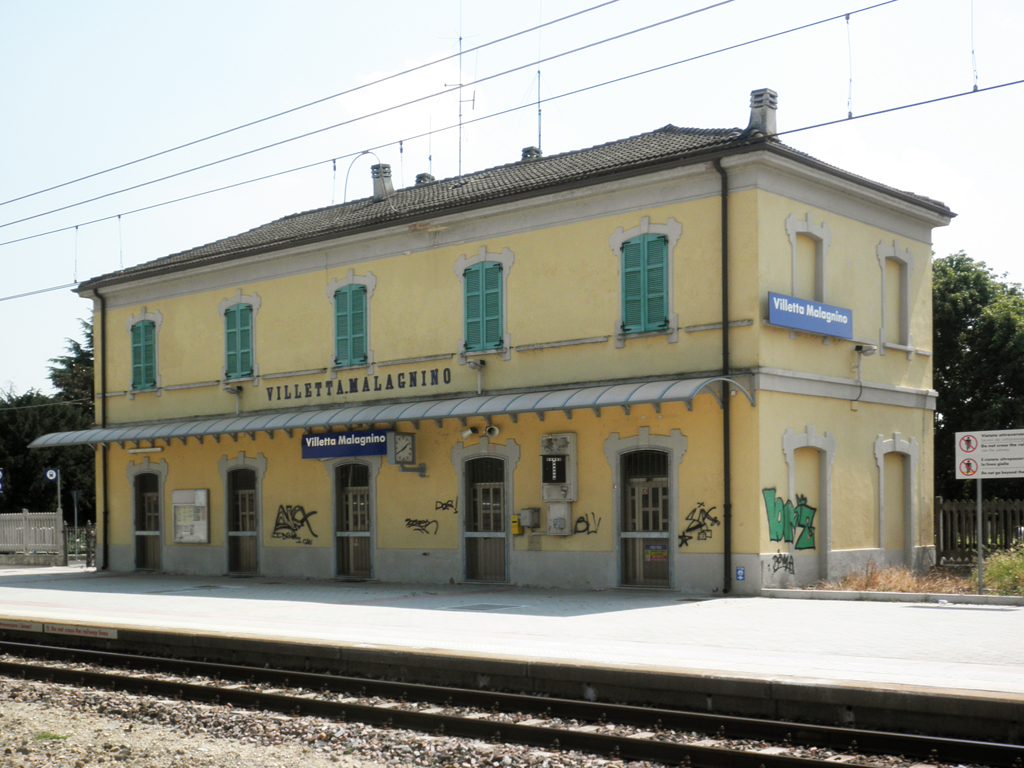
Il piazzale binari

Il fabbricato viaggiatori è un edificio in classico stile ferroviario.
La stazione conta due binari per il servizio passeggeri. È presente un piccolo scalo merci con un magazzino merci.